# Simson (företag)

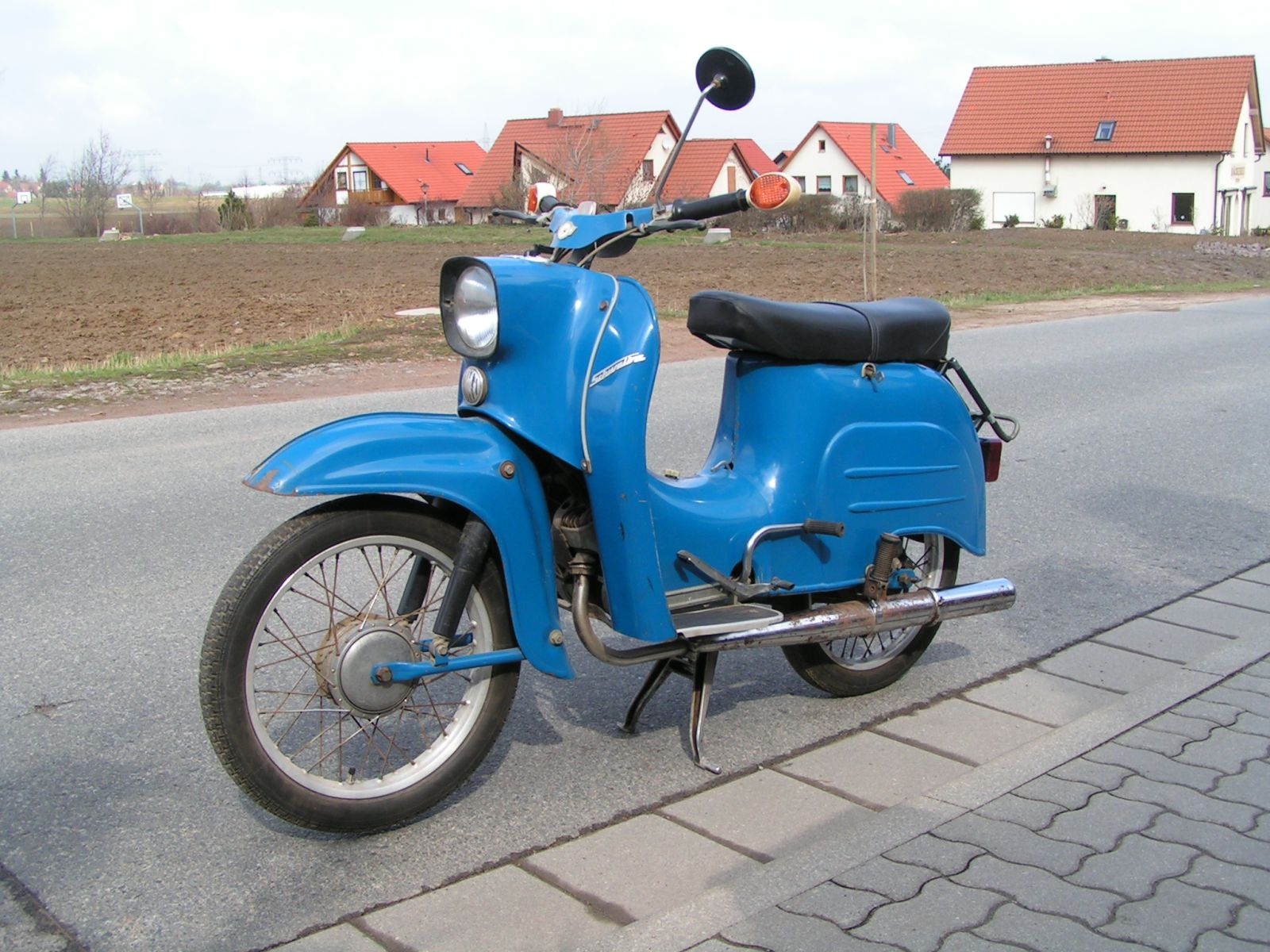
Simson Schwalbe

Simson var en tillverkare av bland annat cyklar, mopeder och vapen i Suhl i förbundslandet Thüringen i Tyskland. 

## Historia
Simson grundades 1856 av bröderna Löb och Moses Simson i Suhl i Thüringen. Företaget var från början vapentillverkare men breddade sig 1896 då de första cyklarna kom ut på gatorna i Tyskland. Antalet anställda växte och 1918 arbetade 3500 på företaget. 1908 började man tillverka bilar. 
Under 1930-talet tvingades familjen Simson lämna företaget då nazisterna tog makten över företaget och döpte om det till Gustloff-Werke – Waffenwerk Suhl - namnet Simson försvann. Företaget intresserade nazisterna mycket som en av Tysklands vapentillverkare. Simson hade varit ett undantag efter första världskriget, då man kunnat fortsätta sin tillverkning av vapen. Nazisterna inledde en skenprocess varpå familjen Simson tvingades bort 1934 och emigrerade till USA. I samma veva lades biltillverkningen ner då nazisterna ville satsa resurserna på vapentillverkningen. Efter andra världskriget lades all tillverkning ner och fabriken demonterades som en del av det tyska krigsskadeståndet. 
1948 startades tillverkning på nytt då den sovjetiska militäradministrationen gav order om tillverkning av en motorcykel. 1952 uppstod VEB Fahrzeug und Gerätewerk Simson Suhl som var en del av IFA. Under DDR-tiden tillverkades bl.a. den idag fortfarande mycket populära Simson Schwalbe. 
I samband med återföreningen lades företaget ner av Treuhandanstalt men återuppstod direkt efter ett privat initiativ. Företaget gick i konkurs 2002, efter flera år av dålig ekonomi.